# Pyylampi
Pyylampi är en sjö i kommunen Alavo i landskapet Södra Österbotten i Finland. Sjön ligger 113,8 meter över havet. Arean är 49 hektar och strandlinjen är 5,45 kilometer lång. Sjön  ingår i Lappo å huvudavrinningsområde.   Den ligger omkring 52 kilometer sydöst om Seinäjoki och omkring 260 kilometer norr om Helsingfors. 